# Maria del Mar Leza Salord
Maria del Mar Leza Salord (Palma, 1984) és una biòloga mallorquina.
Es va llicenciar el 2008 a la Universitat de les Illes Balears i les seves primeres investigacions foren sobre plagues agrícoles i forestals. Va presentar la tesi doctoral el 2015. La tesi estudiava dos factors importants per al benestar de les colònies d'abelles de la mel: l'impacte de l'insecticida biològic Bacillus thuringiensis subsp. kurstaki (usat en el control de la processionària del pi) i el del paràsit Varroa destructor. Aquesta tesi va obtenir la menció europea de doctorat i el premi Santander de Postgrau pel millor expedient de promoció dels estudis de doctorat en biologia vegetal. Es va fer coneguda per crear una app de ciència ciutadana que va ajudar a erradicar l'espècie invasora Vespa velutina de les Illes Balears. Aquesta abella arribà a l'arxipèlag el 2015 i des del 2018 no se n'ha tornat a localitzar cap. Curiosament, arran de les seves investigacions, és al·lèrgica a les abelles. A part de la seva tasca acadèmica, és coneguda pel seu activisme en la defensa del paper de les dones en la ciència.